# Andira
Genre
Classification phylogénétique
Classification phylogénétique
Andira est un genre de plantes à fleurs dicotylédones de la famille des Fabaceae, sous-famille des Faboideae, originaire d'Afrique et d'Amérique, qui comprend une cinquantaine d'espèces acceptées.

## Liste d'espèces
Selon The Plant List (11 septembre 2013) :
- Andira acuminata Benth.
- Andira anthelmia (Vell.) J.F.Macbr.
- Andira bahiensis N.F.Mattos
- Andira carvalhoi R.T.Penn. & H.C.Lima
- Andira cordata R.T.Penn. & H.C.Lima
- Andira coriacea Pulle
- Andira cubensis Benth.
- Andira cuiabensis Benth.
- Andira cujabensis Benth.
- Andira fraxinifolia Benth.
- Andira frondosa C.Mart.
- Andira galeottiana Standl.
- Andira grandistipula Amshoff
- Andira handroana N.F.Mattos
- Andira humilis Mart. ex Benth.
- Andira inermis (Wright) DC.
- Andira jaliscensis R.T. Penn.
- Andira kuhlmannii N.F.Mattos
- Andira landroana N.F.Mattos
- Andira laurifolia Benth.
- Andira legalis (Vell.) Toledo
- Andira macrothyrsa Ducke
- Andira marauensis N.F.Mattos
- Andira micans Taub.
- Andira micrantha Ducke
- Andira multistipula Ducke
- Andira nitida Benth.
- Andira ormosioides Benth.
- Andira paniculata Benth.
- Andira parviflora Ducke
- Andira parvifolia Benth.
- Andira pernambucensis N.F.Mattos
- Andira pisonis Benth.
- Andira riparia Kunth
- Andira rosea Benth.
- Andira sapindoides (DC.) Benth.
- Andira skolemora H.Kost.
- Andira spectabilis Saldanha
- Andira spinulosa Benth.
- Andira surinamensis (Bondt) Pulle
- Andira taurotesticulata R.T. Penn.
- Andira trifoliolata Ducke
- Andira unifoliolata Ducke
- Andira vermifuga Benth.
- Andira villosa Kleinhoonte
- Andira zehntneri Harms